# Tipsport Arena

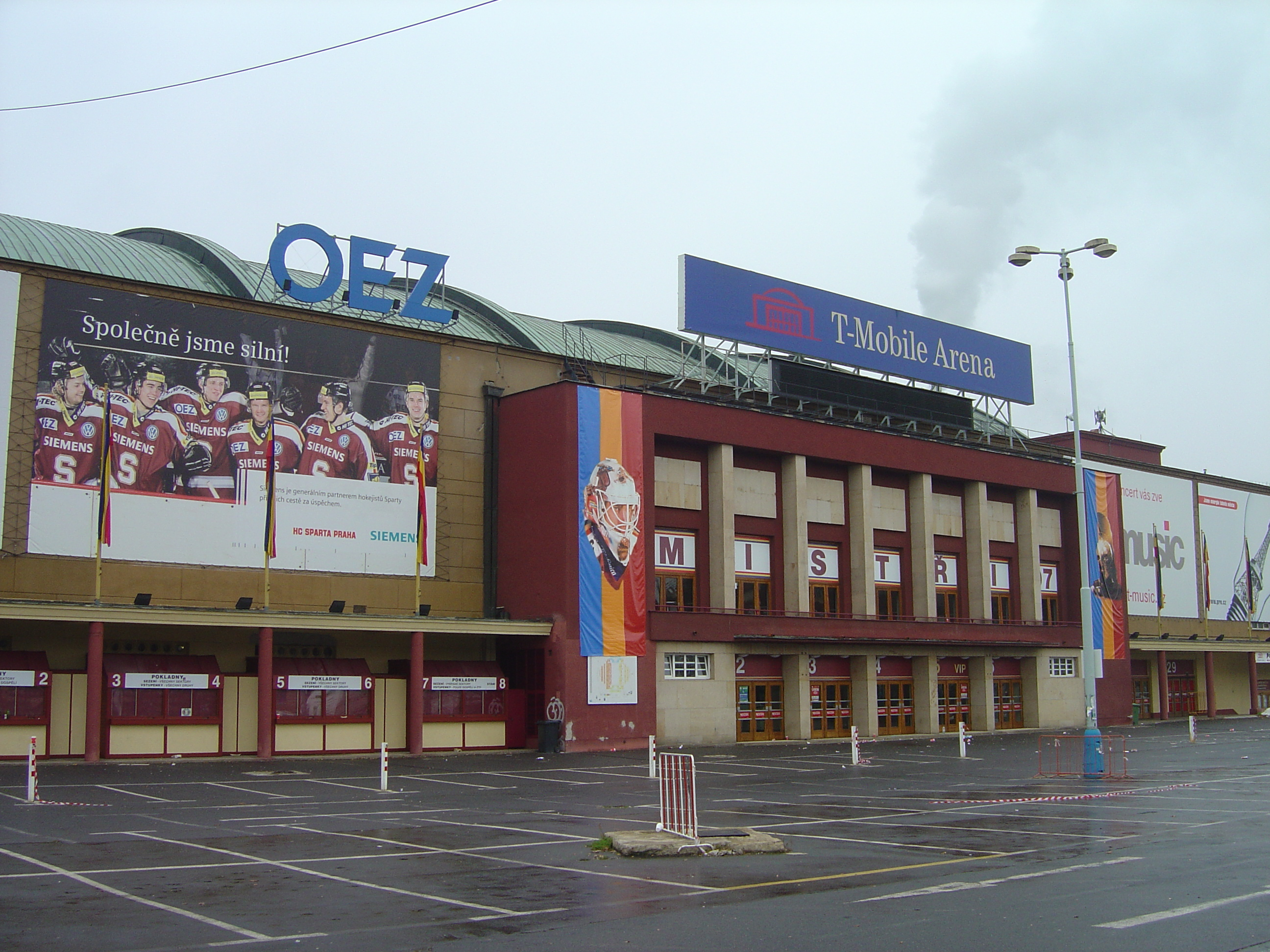
A Tipsport Arena, quando ainda chamada de T-Mobile.

A Tipsport é uma arena multiúso localizada na cidade de Praga, na Chéquia, que suporta cerca de 12.500 pessoas. O local já foi chamado de Sportovní Hala, Paegas, T-Mobile e Tesla.
A arena foi aberta em 1962, e sediou o Campeonato Mundial de Hóquei no Gelo nos anos de 1972, 1978, 1985 e 1992.